# Koboldhaai
De koboldhaai (Mitsukurina owstoni) is een diepzeehaai die verspreid leeft en waarvan heel weinig bekend is.

## Kenmerken

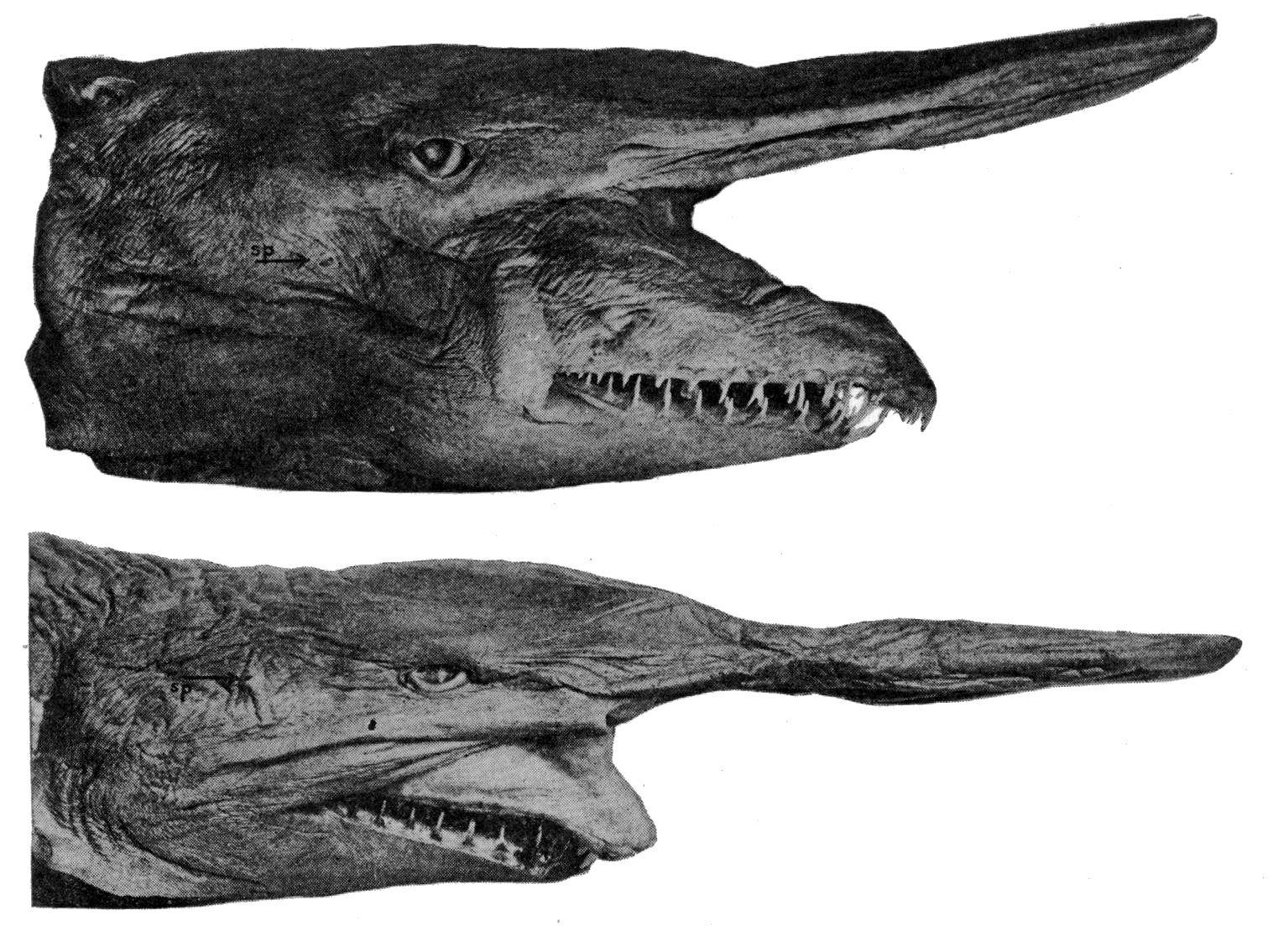
Twee exemplaren van de koboldhaai.

De koboldhaai is wit of grijs met een spitse snuit en kleine ogen. De haai werd voor het eerst beschreven in 1898. Er was heel lang geen foto van een levend exemplaar van dit dier genomen. Pas in het begin van de eenentwintigste eeuw zijn de eerste foto's genomen van deze haai. Het is dan ook een vrij onbekende haai. Men weet ook niet hoeveel er precies zijn of hoe diep ze leven. De vis kan een lengte bereiken van 3,3 meter en kan ruim 160 kilogram wegen.
Verschillende anatomische kenmerken van de koboldhaai, zoals de slappe lichaamsdelen en kleine vinnen, suggereren dat ze traag zijn in de natuur. Ze jagen op (teleost) vissen, koppotigen en schaaldieren zowel dicht bij de zeebodem en in het midden van de waterkolom. De lange snuit is bedekt met ampullen van Lorenzini die het mogelijk maken om kleine elektrische velden, geproduceerd door nabijgelegen prooi, op te vangen door de gevoelige kaken. 
Kleine aantallen koboldhaaien worden onbedoeld gevangen door diepzeevissers.

## Algemeen
De koboldhaai is een zeldzame, weinig bekende soort haai in de diepzee. Soms ook wel 'levend fossiel' genoemd. Het is de enige bestaande vertegenwoordiger van de familie Mitsukurinidae, een afstammeling van ongeveer 125 miljoen jaar oud. Het is een heel andere soort dan de meeste haaien, het heeft een lange platte snuit, met eronder een uitstekende roze kaak en nagel-achtige tanden. Het dier wordt rond de 3,30 m lang, maar kan aanzienlijk groter groeien. Koboldhaaien bewonen de bovenste continentale hellingen, de onderzeese canyons, en onderzeese bergen rond de wereld. Volwassen haaien worden dieper gevonden dan de jongeren.
De koboldhaai spoort zijn prooi op door waarneming van elektrische velden. De soort leeft al jaren haast ongewijzigd en daarom wordt hij ook vaak als levend fossiel gezien. De koboldhaai heeft dan ook geen recente verwanten. De koboldhaai is eierlevendbarend.

## Verspreiding en leefgebied
De haai leeft in delen van de Noord-Atlantische Oceaan, Zuid-Afrika, Australië, (noordoostelijk) Zuid-Amerika, westelijk Noord-Amerika en Zuid-Azië. In de Golf van Mexico werd het dier ook al waargenomen.

## Recente waarnemingen
In januari 2007 werd er een levend exemplaar gevangen in de Baai van Tokio. Het werd overgebracht naar het Tokyo Sea Life centre waar het twee weken later stierf.
Vier maanden later, datzelfde jaar in april werden voor het eerst verschillende exemplaren opgemerkt in ondiep water. Enkele dagen eerder werd er ook al een franjehaai gevangen in dezelfde baai. Dat ene exemplaar is meteen gestorven. Waarom de dieren zich in ondiepe wateren bevonden is voorlopig nog onduidelijk.
Half april 2014 is er één gevangen door een visser in de Golf van Mexico. Dit exemplaar is, nadat hij er foto's van nam met zijn telefoon, teruggezet in het water.
Begin 2015 heeft een Australische visser een exemplaar in zijn netten gevangen. De haai wordt nu bewaard in het Australian Museum in Sydney. Conservator Mark McGrouther is enthousiast over zijn nieuwe aanwinst. "Het is pas het vierde exemplaar van de 'Mitsukurina owstoni' dat we in de afgelopen 35 jaar hebben gekregen", zegt hij.
In 2023 is ook een zwangere haai aangetroffen in de wateren van Taiwan. Op 13 juni werd het dier ontdekt door vissers. Het woog ongeveer 800 kilogram (1763 pond) en was zwanger met zes baby's. De baby koboldhaaien hadden al tanden ontwikkeld wat erop wees dat de zwangere haai op het punt stond om te bevallen. De haai zou oorspronkelijk worden verkocht voor consumptie, maar de Taiwan Ocean Artistic Museum had uiteindelijk het recht gekregen om het exemplaar op te nemen in hun exhibitie. 'Het dier zal worden gepreserveerd, bestudeerd, en uiteindelijk geëxhibeerd', aldus het museum.

## Taxonomie
Buiten Mitsukurina owstoni zijn er ook een paar uitgestorven soorten bekend uit de Mitsukurinidae:
- Anomotodon†
- Pseudoscapanorhynchus†
  - Pseudoscapanorhynchus compressidens†
- Scapanorhynchus†
- Mitsukurina
  - Mitsukurina lineata†
  - Mitsukurina maslinensis†
  - Mitsukurina owstoni